# Satrapia de Babilònia
La satrapia de Babilònia (Bābiruš) fou una divisió administrativa de l'Imperi Persa (IX satrapia) i després de l'Imperi Selèucida, que s'estenia per les terres de l'Eufrates i Tigris amb capital a Babilim (Babel o Babilònia). La satrapia fou creada el 539 aC amb la conquesta de l'imperi neobabilònic.
L'oasi de Tayma i la regió d'Aràbia van quedar fora de la província i no foren conquerits fins a la campanya persa de Cambises II de Pèrsia i llavors aquestes regions es van unir a la satrapia d'Egipte.La gran satrapia de Babilònia estava formada per dues satrapies: Babilonia (Bābiruš) i Assíria (Aθurā).
La satrapia de Babilònia (Bābiruš) al seu torn estava formada per les satrapies menors de Babilònia (Bābiruš), Sittacene i Arbelitis o Sagàrtia.
Al seu torn la satrapia menor de Babilonia (Bābiruš) era considerada pels romans com a separada de Mesopotàmia per la Muralla del Mig (Mediae Murus) que anava del Tigris (al nord de Sittace) fins a l'Eufrates. Així els límits occidental i oriental eren els rius Tigris i l'Eufrates, i al sud el golf Pèrsic, però en realitat era més gran, ja que a l'oest arribava fins al desert d'Aràbia. Els habitants anomenats babilonis foren després esmentats com a caldeus.
Claudi Ptolemeu divideix Babilònia en tres districtes: Aucanítida, Caldea i Amardòquia, de les que res se sap.
Les ciutats principals eren Babilim, la capital, Vologèsia (fundada pels parts i abans anomenada Borsippa), Teredon (Dirídotis) a la boca del Tigris, Orchor a les maresmes i Apamea (situada en una regió després anomenada Mesene). Més tard van tenir importància Ctesifont i Selèucia del Tigris. També s'esmenten ciutats més petites: Pylae, Charmande, Spasinae-Charax i Ampe.
Els seus productes eren els dàtils, el vi i la mel. Al llogaret d'Is es produïa gran quantitat de betum. La terra era molt rica a causa de la construcció d'un gran nombre de canals de rec les restes dels quals encara s'han pogut trobar en els darrers anys.
Poc se sap dels seus governants. Quan Heròdot la va visitar, 70 anys després de la seva destrucció parcial per Darios, era sàtrapa un tal Tritantaechmes el qual disposava de les rendes de quatre llogarets només pels seus gossos indis. Darios hi passava set mesos a l'any, mentre que en passava tres a Susa i dos a Ecbatana. Arrià esmenta un sàtrapa que va utilitzar deu mil homes en la construcció de rescloses i conduccions del riu pel seu curs natural. Alexandre el Gran va visitar la satrapia i va navegar des de Babilim al sud pel canal de Pallacopas i va fer construir un nou canal i prop del golf Pèrsic va fundar una colònia per als seus mercenaris i soldats grecs invàlids (que podria ser l'actual Meshed Ali, prop de Djebel Sanban (l'antiga Teredon). Al repartiment de Triparadiso entre els generals d'Alexandre el Gran, la satrapia fou confiada a Seleuc que la va perdre per un temps però finalment la va recuperar amb ajut de Ptolemeu i la va convertir en el centre dels seus dominis. Durant el govern selèucida els àrabs del desert van entrar a la part sud de la satrapia que van acabar governant sota sobirania selèucida (Caracene); la part nord (Mesene) va restar una província selèucida; després el país sencer va passar a l'Imperi Part.